# Леярово
Леярово (болг. Леярово) — село в Болгарии. Находится в Ямболской области, входит в общину Стралджа. Население составляет 43 человека.

## Политическая ситуация
Леярово подчиняется непосредственно общине Стралджа. Имеет кмет ,которой назначает правящая партия .Кмет (мэр) общины Стралджа — Митко Панайотов Андонов (Болгарская социалистическая партия (БСП)) по результатам выборов в правление общины.